# Phenethylprimverosid
Phenethylprimverosid ist ein natürlich vorkommendes Glycosid aus β-D-Primverose und dem Aglycon 2-Phenylethanol.

## Vorkommen
Phenethylprimverosid ist neben Benzylprimverosid, Linalylprimverosid, Geranylprimverosid und (Z)-3-Hexenolprimverosid Bestandteil des Aromas von Tee. Daneben kommt es auch in Pomelo, der Sauerkirsche, Ingwer, Rosa damascena, Olivenbäumen (v. a. den Blättern), dem Hundsgiftgewächs Apocynum venetum, Alangium platanifolium aus der Gattung Alangium, Callianthemum taipaicum aus der Gattung der Schmuckblumen und in Gomphrena celoisiodes vor.

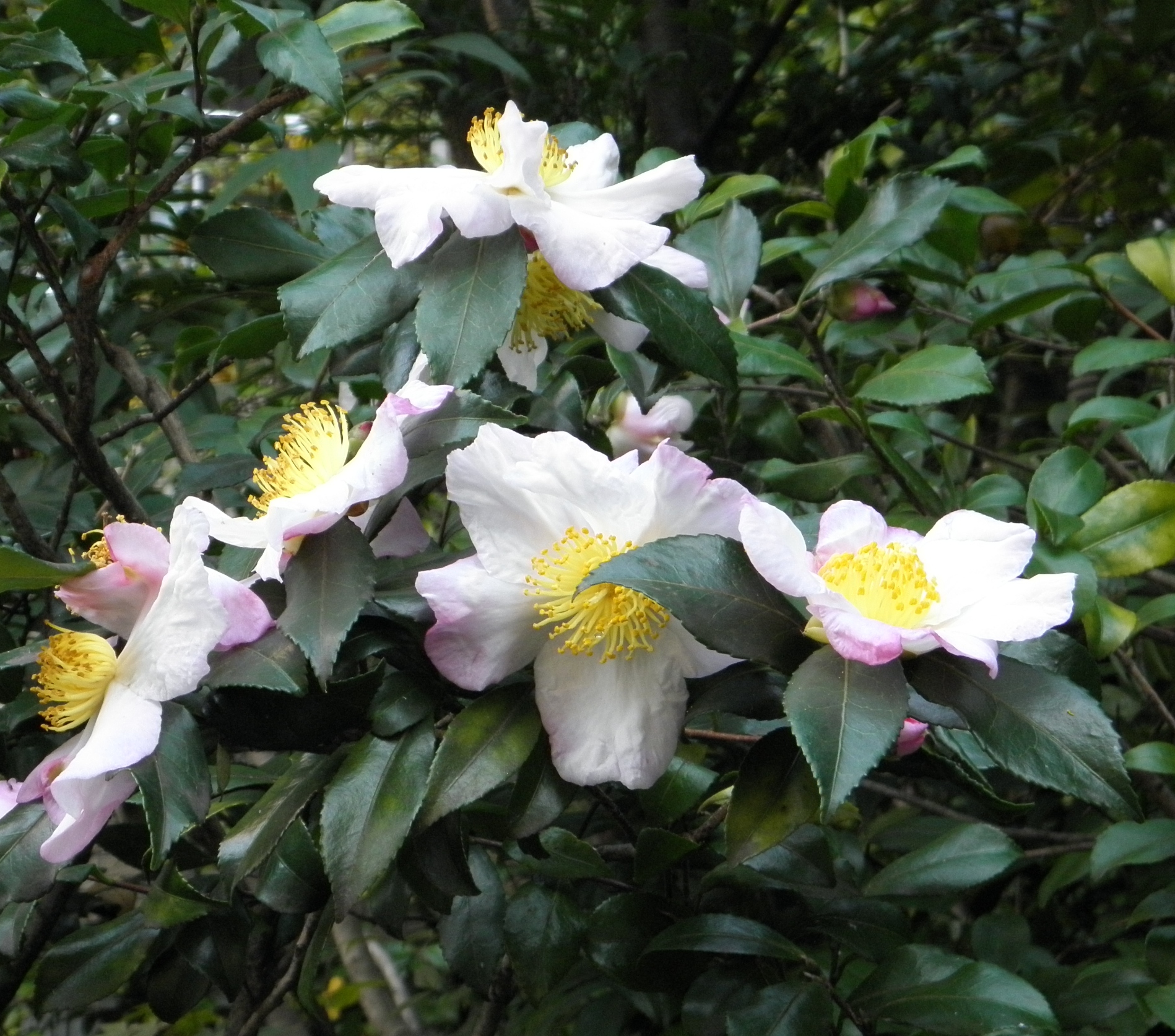
Teepflanze
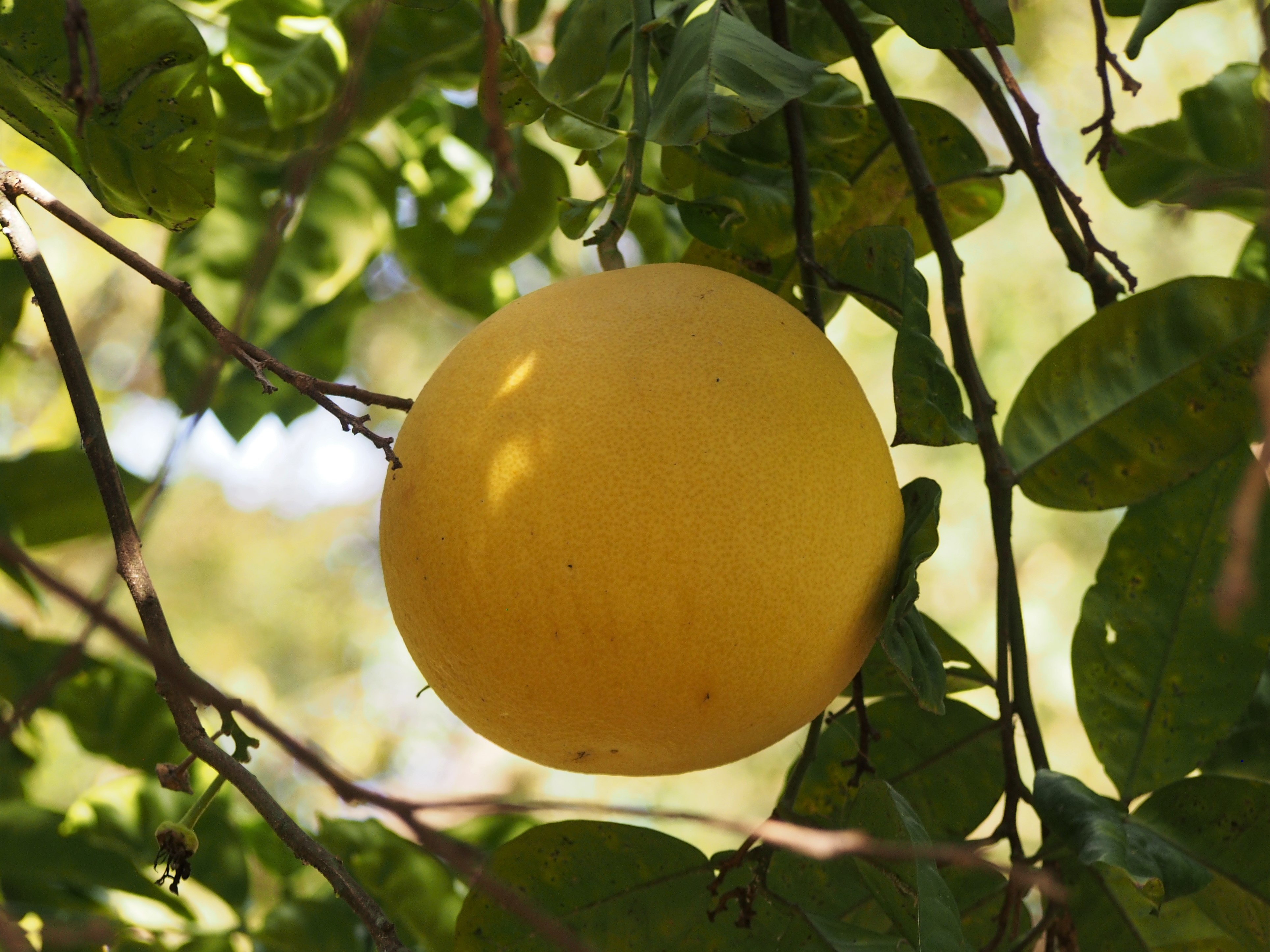
Pomelo
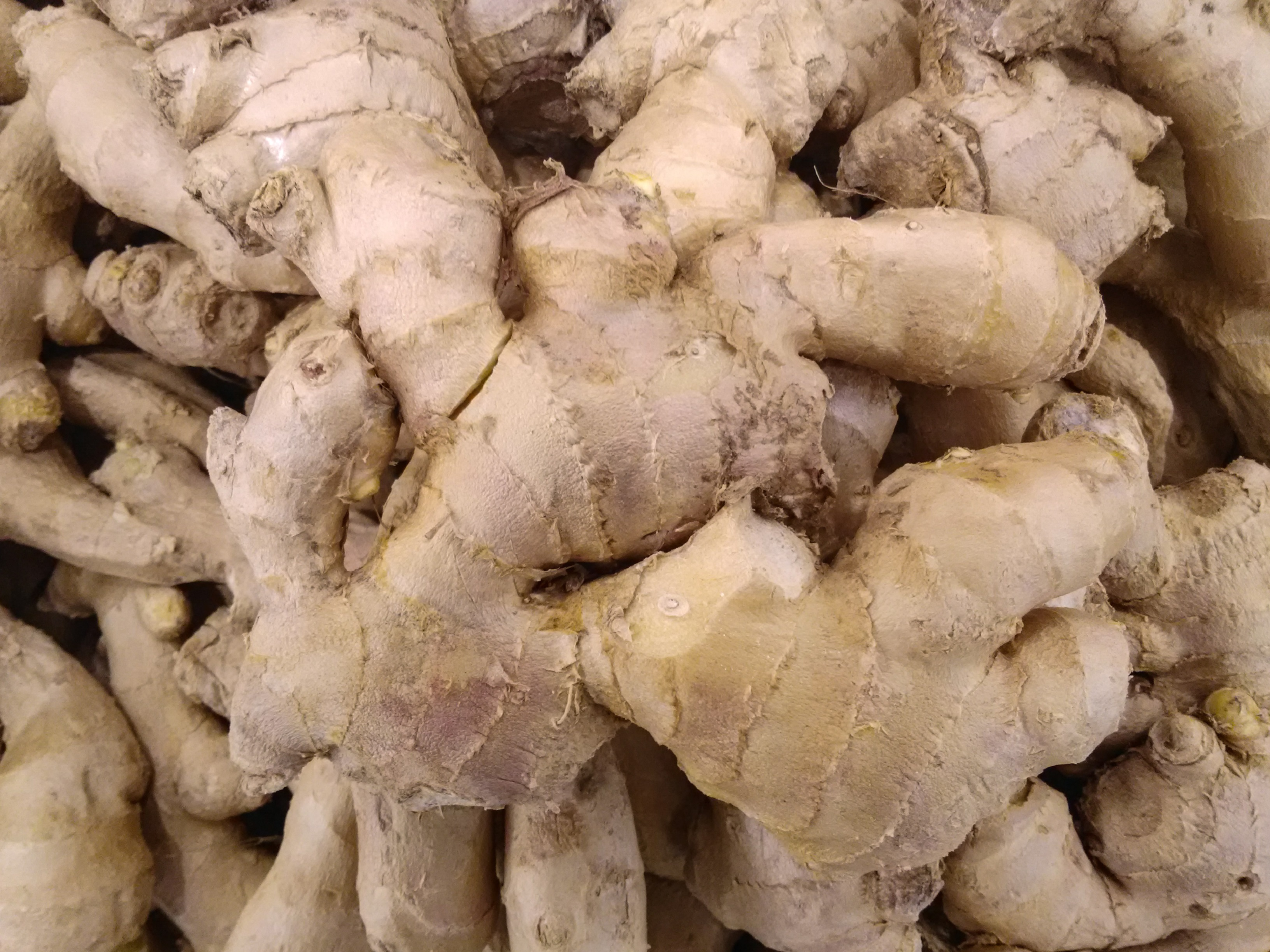
Ingwer
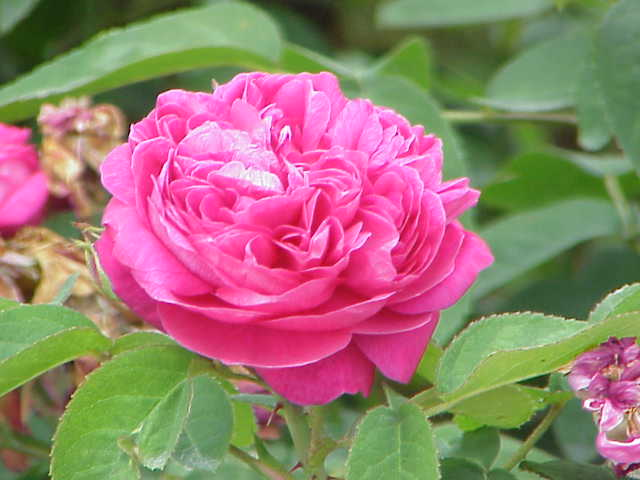
Rosa damascena
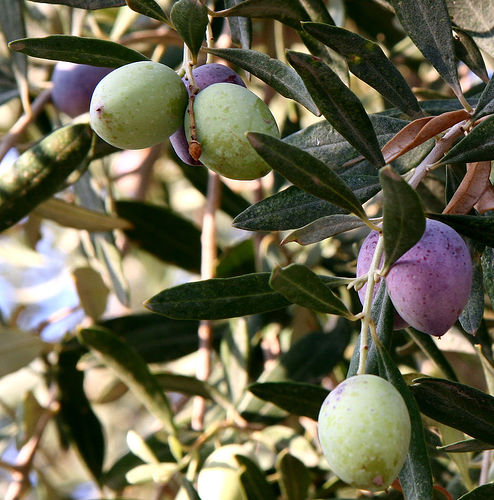
Olivenbaum
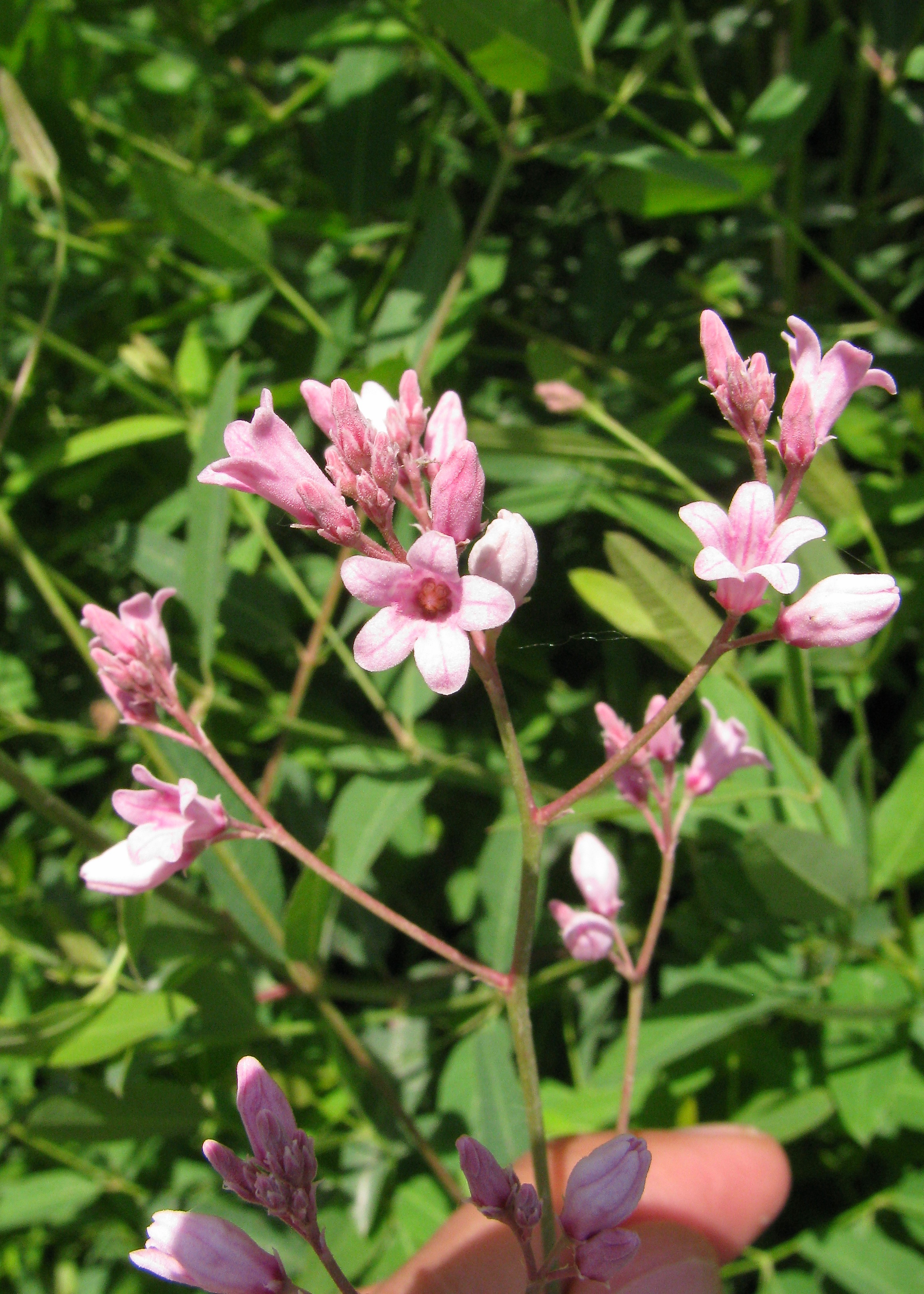
Apocynum venetum

## Biosynthese
Die Biosynthese in Teepflanzen wurde untersucht. Dabei findet eine zweistufige Glycosylierung statt, zuerst mit Glucose, dann mit Xylose. Eine Glycosyltransferase bildet Glucoside von verschiedenen Alkoholen (neben 2-Phenylethanol auch (Z)-3-Hexenol, Linalool und Benzylalkohol). Eine zweite kann dann spezifisch diese Glucoside durch Übertragung von Xylose in Primveroside überführen. Ebenso wurde die Biosynthese in Olivenbäumen untersucht, wo biosynthetische Vorläufer Phenethylamin und 2-Phenylethanol sind.

## Eigenschaften
Phenethylprimverosid inhibiert die C30-Endopeptidase von SARS-CoV-2.

## Synthese
Mittels Umglycosylierung des Primverosids von p-Nitrophenol mittels Penicillium multicolor können diverse andere Primveroside, darunter auch Phenethylprimverosid im Millimol-Maßstab hergestellt werden.